# 谢拉马德雷 (加利福尼亚州)
谢拉马德雷，或省称马德雷，是美国加利福尼亚州洛杉矶县下属的一座城市。建市于1907年2月2日，面积大约为2.95平方英里（7.6平方公里）。根据2010年美国人口普查，该市有人口10,917人。